# Keon Daniel
Keon Daniel (Lambeau, 16 gennaio 1987) è un ex calciatore trinidadiano, di ruolo centrocampista.
In patria è soprannominato Schillaci, da Salvatore Schillaci.

## Caratteristiche tecniche
È un centrocampista centrale che può adattarsi a giocare da esterno, ruolo che ha rivestito spesso sotto la guida di Piotr Nowak ai Philadelphia Union.

## Carriera

### Club
Dopo che nel 2005 era stato contattato dal Manchester United per un provino, firma nel 2006 per lo United Petrotrin, club in cui milita fino al 2008, quando si trasferisce al Caledonia AIA.
Nel 2010 passa ai Puerto Rico Islanders, nella USSF Division 2 Professional League statunitense, dove disputa una sola stagione vincendo il campionato.
Nel 2011 viene ingaggiato dai Philadelphia Union in MLS. Segna il suo primo gol l'11 giugno 2011 contro il Real Salt Lake.

### Nazionale
Con la nazionale under-20 partecipa al campionato nordamericano 2005.
Viene incluso nei 23 convocati per la CONCACAF Gold Cup 2007 ma non entra mai in campo. Debutta in nazionale maggiore nel 2008 e partecipa alla Coppa dei Caraibi nel 2008, 2010 e 2012 e alla CONCACAF Gold Cup 2013.